# سفارت ایالات متحده آمریکا در دوبلین
سفارت ایالات متحده آمریکا در دوبلین (به لاتین: Embassy of the United States) یک منطقهٔ مسکونی و نمایندگی سیاسی ایالات متحده آمریکا در جمهوری ایرلند است که در دوبلین واقع شده‌است.